# Улица Гастелло (Улан-Удэ)
У́лица Гасте́лло — улица в Железнодорожном районе Улан-Удэ, в микрорайоне Загорск.

## География улицы
Длина — 1060 метров. Идёт на юго-восток от Столичной улицы до Хоринской. Является магистральной улицей районного значения. От улицы Гастелло отходят на запад улицы Родины и Чайковского.
На улице расположены: почтовое отделение связи № 9, церковь «Вифлеем» ХЕВ, супермаркет «Абсолют», сквер им. Ленина. Застроена десятью пятиэтажными панельными многоквартирными домами (по состоянию на 2014 г.)

## История
Улица названа в честь советского военного летчика, Героя Советского Союза Николая Францевича Гастелло.

## Транспорт
По улице Гастелло проходят маршруты:
- автобуса № 3, 12, 22
- маршрутного такси № 3, 21, 23, 44, 51, 54